# Dansk Filmjournal 1
Dansk Filmjournal 1 er en titlen på en sammenklipning af indhold fra en række danske ugerevyer produceret i årene 1956-1966.

## Handling
En række ugerevyindslag fra 1956-1966 klippet sammen:
- 1956: 1. september er der trafikanalyse i hele København.
- 1958:
- 1) 1. marts indvies et nyt parkeringshus i København i Nyropsgade. Parkeringshuset er i 7 etager med plads til 600 biler.
- 2) 1. juni er der rejsegilde på den store, nye terminalbygning (Terminal 2) i Københavns Lufthavn.
- 3) 1. december: Optagelser fra forskellige islandske indenrigsruter. En af turene går til Ísafjörður.
- 1960: 30. april indvies den store, nye terminalbygning (Terminal 2) i Københavns Lufthavn. Dronning Ingrid og Frederik 9. deltager i begivenheden.
- 1962: 1. september er der indvielsesfest i forbindelse med åbningen af en stor flyveplads i Billund.
- 1956: Det såkaldte "gamle banegårdsterræn" på hjørnet af Gl. Kongevej og Vester Farimagsgade forsvinder.
- 1959: Rangerterrænet ved Korsør Station udvides.
- 1966: Forslag om tunnelbane i København. Optagelser fra Nørreport Station og forskellige undergrundsbaner i Frankrig og Sverige.
- 1962:
- 1) I Halskov Havn er man ved at etablere et nyt færgeleje til dobbeltdækkerne.
- 2) 1. december: Fugleflugtslinien nærmer sig langsomt sin fuldendelse. I Rødbyhavn er man i fuld gang med at færdiggøre de store færgelejer.
- 1963: 14.maj bliver Fugleflugtslinien åbnet. Kong Frederik d. 9. deltager i indvielsen og mødes med den tyske forbundspræsident Heinrich Lübke.
- 1957:
- 1) I Knudshoved Havn er man ved at etablere et nyt færgeleje til dobbeltdækkerne.
- 2) 27. maj indvies Halsskov-Knudshoved-færgeruten. Gæsterne ankommer til Halsskov i busser og biler og kører ombord på færgen.
- 3) 800 vejtræer fældes.
- 1956: Besøg i nyopført enfamilieshus i Søborg. Eksperimentet består i at bygge et hus til 35.000 kr.
- 1957: Opførelsen af den nye stationsbygning på Lyngby Station.
- 1958:
- 1) Sanering på grunden hvor Kinopalæet og Codanhus senere opføres.
- 2) Udstilling om byggefejl.
- 3) Fra Udstillingen ’Eget Hus’. Huse udefra og indefra, med typisk 1950'er design, mørke skabslåger og emalje køkkentøj.
- 4) System i byggeri: Lego er forbillede for international standardisering af byggeelementer.
- 5) Ny kontorbygning i Billund indvies. Optagelser fra Lego-fabrikken.
- 6) Sjællandsbroen under opførelse.
- 7) Akustikken i Sidney Opera House beregnes hos dr.techn. Vilhelm Lassen-Jordan i landsbyen Gevninge.
- 8) Rejsegilde på Vanførefondens højhus ved Hans Knudsens Plads.
- 1959:
- 1) Sjællandsbroen indvies. Trafikminister Kai Lindberg m.fl. holde tale. De første køretøjer og fodgængere krydser broen.
- 2) Codanhus under opførelse.
- 1960:
- 1) Det gamle Kinopalæet nedrives.
- 2) Østifternes bygning ved Jarmers Plads nedrives.[1]

## Medvirkende
- Kong Frederik IX
- Dronning Ingrid
- Dario Campeotto